# Red Dead Redemption
Red Dead Redemption là trò chơi điện tử thuộc thể loại hành động-phiêu lưu góc nhìn thứ ba (Third-Person Shooter, viết tắt: TPS), do Rockstar San Diego sản xuất và được Rockstar Games phát hành cho PlayStation 3 và Xbox 360 vào ngày 18 tháng 5 năm 2010. Về lý thuyết, đây là phần tiếp theo của Red Dead Revolver. Hầu hết nội dung trong game diễn ra vào năm 1911, xoay quanh nhân vật chính John Marston, một người từng sống ngoài vòng pháp luật và đã hoàn lương. Vợ và con trai của anh đã bị chính quyền đưa đi nơi khác với mục đích lợi dụng Marston. Không còn lựa chọn nào khác, anh buộc phải đưa ba đồng phạm cũ của mình ra công lý.
Sau khi được phát hành, một vài bản Nội dung tải về được (DLC) đã được nhà sản xuất tung ra. Red Dead Redemption: Undead Nightmare, một tựa game được phát triển độc lập, cho người chơi một trải nghiệm mới khi John Marston phải đi tìm liều thuốc chữa trị cho những người bị hóa thành xác sống đã lan tràn khắp miền Viễn Tây. Game of the Year Edition phát hành ngày 11 tháng 10 cùng năm, chứa đựng toàn bộ những bản DLC.
Tựa game đã được cộng đồng cũng như các nhà phê bình đánh giá rất tích cực. Metacritic đánh giá nó xấp xỉ 95/100 điểm, 94% và 9.3/10 điểm lần lượt của Game Rankings và GameStats, khiến cho Red Dead Redemption trở thành một trong những trò chơi được đánh giá cao điểm nhất mọi thời đại, hơn nữa game còn thắng nhiều giải dành cho hạng mục "Trò chơi của Năm" của nhiều tạp chí và cổng thông tin chuyên về game. Đến tháng 11 năm 2011, Red Dead Redemption đã bán được 13 triệu bản trên toàn thế giới. Tính đến tháng 2 năm 2012, sê-ri Red Dead đã bán được 13 triệu bản.
Red Dead Redemption được phát hành trên PlayStation 3 và Xbox 360 vào tháng 5 năm 2010, trên Nintendo Switch và PlayStation 4 vào ngày 17 tháng 8 năm 2023 và trên Windows vào ngày 30 tháng 10 năm 2024. Phần tiền truyện của trò chơi là Red Dead Redemption 2, đã được phát hành vào ngày 26 tháng 10 năm 2018.

## Cách chơi
Red Dead Redemption là một trò chơi thế giới mở sandbox. Khi vào vai John Marston, người chơi có thể tương tác với môi trường, tham gia chiến đấu với kẻ thù bằng nhiều loại vũ khí quen thuộc của cao bồi, như khẩu súng lục "6 phát", súng trường, súng shotgun, dao, rìu, thuốc nổ TNT, đại bác và cả súng máy 6 nòng Gatling Gun. Phương tiện đi lại chính trong game là ngựa. Để có thể sử dụng ngựa, trước tiên người chơi phải thuần phục chúng. Mỗi loài ngựa có các thông số khác nhau. Ngoài ra Marston còn có thể lên xe lửa để di chuyển thuận tiện và nhanh chóng hơn, nhưng anh ta có thể dừng đoàn tàu bằng cách uy hiếp hành khách và lái tàu.
Bên cạnh tuyến nhiệm vụ chính, bạn sẽ đụng độ phải những sự kiện xuất hiện rất ngẫu nhiên. Chẳng hạn như một đoàn người di cư đang bị bọn thổ phỉ cướp bóc, hay bị bầy sói đồng cỏ đói khát bao vây. Quyết định xử trí thế nào hoàn toàn là sự lựa chọn của bạn, phớt lờ để cầu an cho bản thân, hay quên mình xả thân bảo vệ kẻ cô thế với nguy cơ mục tiêu của những kẻ đe dọa sẽ chuyển về phía mình. Người chơi còn có thể tham gia những nhiệm vụ phụ để có thêm tiền. Những hành động này có thể là đấu súng với một tay cao bồi khác, săn các con thú hoang để bán lấy tiền, thu gom những thảo dược cho vị bác sĩ trong trấn, hoặc bắt sống các tên tội phạm đang bị truy nã; người chơi có thể thư giãn với hàng tá những trò chơi nhỏ trong quán rượu như đánh bài hoặc thách đố nhau làm những trò "điên khùng" như đâm dao giữa kẽ ngón tay sao cho vừa nhanh vừa không làm đứt tay;
Cũng như nhiều game có phong cách thế giới mở khác, Red Dead Redemption cung cấp hai con đường chính-tà cho người chơi lựa chọn. Quyết tâm trở thành công dân tốt, luôn sẵn sàng đứng về phía chính nghĩa đánh đuổi các băng đảng lưu manh cướp bóc, bạn sẽ nhận được sự chào đón nồng ấm của cư dân, cũng như sự giúp đỡ và thậm chí làm ngơ của nhân viên công quyền khi bạn phạm phải những tội lỗi nhẹ. Ngược lại, nếu làm quá nhiều điều ác, bạn sẽ bị dân chúng căm ghét, sợ hãi, xa lánh và bị lực lượng cảnh sát truy nã khắp nơi. Nhưng bù lại, bạn sẽ được các băng nhóm ngoài vòng pháp luật xem như "chiến hữu", và sẵn sàng chiêu mộ bạn vào những phi vụ của chúng. Điều này được thể hiện qua hai thanh điểm Honor và Fame của John.

### Cơ chế chiến đấu
Các cuộc đấu súng là "món ăn" chính của Red Dead Redemption. Người chơi có thể sử dụng những thứ sẵn có như tảng đá, bức tường, miếng gỗ,... để che chắn; khóa mục tiêu để bắn giống như những gì mà Rockstar đã làm cho Grand Theft Auto; bắn nấp (vừa bắn vừa nấp để hạn chế trúng đạn) và bắn tự do không khóa mục tiêu. Một số bộ phận trên cơ thể người cũng có thể được khóa mục tiêu để làm đối phương chỉ bị thương, điều này sẽ có ích trong việc bắt sống những tên tội phạm. Trong trò chơi, Rockstar giới thiệu tính năng Dead Eye. Dead Eye hoạt động tương tự chức năng bullet-time (làm chậm thời gian). Dead Eye cho phép người chơi làm chậm thời gian để có phản ứng nhanh hơn trong các pha đấu súng, hoặc "đặt" những phát súng vào kẻ thù một cách chính xác bằng cách đánh nhiều dấu X lên người hắn. Khi giai đoạn khóa mục tiêu và làm chậm thời gian kết thúc, Marston tự động bắn vào những điểm đã đánh dấu rất nhanh chóng và chính xác.
Giống như người anh em Grand Theft Auto, Red Dead Redemption có cơ chế truy nã, nhưng đã được chỉnh sửa. Khi người chơi phạm tội chẳng hạn như giết người, các nhân chứng gần đó sẽ chạy đến trụ sở cảnh sát gần nhất. Người chơi có thể hối lộ hoặc giết họ trước khi đến kịp trụ sở cảnh sát. Nếu như phạm tội ngay trước mặt một vị cảnh sát, ngay lập tức thanh truy nã xuất hiện cùng với cái giá trả thưởng, giá này càng cao khi người chơi phạm càng nhiều tội phạm pháp. Khi giá trả thưởng cho cái đầu của Marston quá cao, anh ta sẽ bị Cảnh sát Tòa án Liên bang hoặc Quân đội México truy đuổi tùy theo vị trí của Marston. Để thoát thân, John phải chạy thoát khỏi vùng nguy hiểm, được đánh dấu trên bản đồ là một vòng tròn đỏ. Hoặc cách khác, người chơi có thể giết tất cả những cảnh sát trong thị trấn để thanh truy nã biến mất.

### Phần chơi mạng
Red Dead Redemption có phần chơi mạng với sự hỗ trợ tối đa 16 người cùng chơi. Phần chơi mạng cũng có cách chơi mở. Mỗi người chơi trong một server có thể gia nhập nhóm với nhau gọi là posse. Posse có tối đa tám người chơi và cùng nhau làm những nhiệm vụ như săn bắn, tấn công hang ổ của những tên gangsters hay tấn công một posse khác. Ở mỗi chế độ chơi mạng, kể cả free-for-all (mỗi người chơi là kẻ thù với nhau) hay chơi đồng đội, người chơi đều phải bắt đầu bằng cuộc đấu súng tay ba kiểu México. Người sống sót sau cuộc đấu này sẽ được di chuyển tự do trong đấu trường, nơi có những tên địch. Hòm cứu tế trong đây gồm vũ khí, đạn dược, áo giáp và một số thuốc bổ trợ. Người chơi có thể lên cấp, hoàn thành những thử thách để có được nhân vật mới, vũ khí dát vàng, chức vụ, và thú cưỡi mới. Chế độ Shootout có cách chơi tương tự như Deathmatch (chia đội để đấu) truyền thống. Chế độ cướp cờ cũng có mặt. Hold Your Own là chế độ mà người chơi phải bảo vệ cái túi vàng, thoát khỏi sự truy bắt của đối thủ. Ở Grab The Bag, cả hai đội đều phải giành lấy cái túi chứa vàng được đặt ngẫu nhiên ở đâu đó. Gold Rush là chế độ free-for-all, bạn có nhiệm vụ phải thu thập càng nhiều túi vàng càng tốt.
Một vài màn chơi mạng khác được thêm vào thông qua những bản DLC. Stronghold là màn chơi tấn công hoặc bảo vệ căn cứ, hai đội sẽ đổi vai cho nhau sau khi một vòng kết thúc. Màn này có trong bản mở rộng Liars and Cheats. Còn ở bản Undead Nightmare có hai màn mới: Undead overrun và Land Grab. Nó bổ sung tám nhân vật mới mang phong cách zombie.

## Tóm tắt

### Bối cảnh
Red Dead Redemption lấy bối cảnh hư cấu, gồm hai bang viễn tưởng của Mỹ là New Austin và West Elizabeth. Hai bang này liền kề nhau, nằm về hướng bắc của một bang viễn tưởng Mexico khác, Nuevo Paraiso. Bang của Mexico này chia cắt với lãnh thổ của Mỹ bởi con sông San Luis. Phần lớn thời lượng chơi diễn ra vào năm 1911, thời kỳ "quá độ" chuyển biến từ một khu vực hoang dã vô luật pháp rộng lớn dần dần thành một vùng được văn minh hóa với sự mở rộng tầm ảnh hưởng và siết chặt sự quản lý của chính quyền. Miền Tây hoang dã đã bắt đầu xuất hiện những công nghệ tiên tiến như ô tô, súng máy, những dự án khai thác dầu, v.v.

### Cốt truyện
Trò chơi bắt đầu vào năm 1911 ở miền Viễn Tây nước Mĩ. John Marston (Rob Wiethoff), một cựu tội phạm bị chính quyền bắt rời xa gia đình. Để trở về lại với gia đình, anh phải bắt hết những tên đồng phạm cũ của mình cho pháp luật. Marston đồng ý và phi ngựa đến Fort Mercer, nơi mà Bill Williamson (Steve J. Palmer), kẻ hiện đang lãnh đạo băng nhóm, ẩn náu. John bị bắn trọng thương và bọn chúng bỏ mặc anh cho đến chết. Một cô nông dân địa phương, Bonnie MacFarlane (Kimberley Irion), tìm thấy John đang bị thương nặng nên cô đã đưa anh về nông trại của mình để hồi sức. Vài ngày sau đó, Marston trả ơn cho Bonnie bằng những việc làm cho nông trại. Trong quãng thời gian này anh đã gặp gỡ làm việc với cảnh sát trưởng trong vùng, Leigh Johnson (Anthony De Longis) và những cộng sự của ông, gã bán thuốc lừa bịp Nigel West Dickens (Don Creech), tên đào mộ Seth Briars (Kevin Gilkmann) và tay buôn bán vũ khí lậu có tên Irish (K. Harrison Sweeney). Marston làm một số yêu cầu và nhiệm vụ cho họ, bù lại anh có sự trợ giúp để tấn công vào Fort Mercer. Marston và nhóm của anh ấy tấn công được pháo đài, giết những tên cướp, nhưng cuối cùng phát hiện ra Bill đã tẩu thoát đến Mexico để tìm kiếm sự giúp đỡ từ Javier Escuella, một tên tội phạm nữa trong băng đảng cũ của John.
Tại Mexico, Marston làm việc cho vị tướng trong quân đội Mexico Agustín Allende (Gary Carlos Cervantes) và Đại uý Vicente de Santa (Hector Luis Bustamante), nhằm dẹp cuộc bạo loạn ở đây, trả lại là Allende sẽ giao nộp cho Marston Escuella và Williamson. Tuy nhiên, 2 bên đã phản bội nhau, ép John vào hàng ngũ của bên nổi dậy. Với sự trợ giúp của tay súng già Landon Ricketts (Ross Hagen) và thủ lĩnh của phe nổi dậy, Abraham Reyes (Josh Segarra), Marston dẫn đầu một cuộc tấn công vào cung điện của Allende. Escuella bí mật thỏa hiệp với Marston và Reyes chỉ đường cho họ (Marston có lựa chọn giết hoặc giao nộp Escuella cho chính quyền Mĩ), rồi sau đó 2 người giết chết cả Williamson và Allende. Reyes nắm quyền ở Mexico, còn Marston thì rời đi để trở về nông trại cũ của anh.
Tuy vậy, hai đặc vụ Edgar Ross (Jim Bentley) và Archer Fordham (David Wilson Barnes) chưa để Marston đoàn tụ với gia đình đến khi nào Dutch van der Linde (Benjamin Byron Davis), cựu cầm đầu của băng nhóm, bị giết. Anh đi cùng với Ross, Fordham và một số binh lính tấn công nơi trú ẩn của Dutch. Marston truy đuổi hắn đến 1 vách núi, cuối cùng Dutch chọn cách tự sát bằng cách nhảy xuống. Trước khi Dutch nhảy xuống vực, y cảnh báo Marston rằng "chính quyền sẽ tiếp tục tìm một con "quái vật" tiếp theo để thực thi công lý". Marston được thả ra theo đúng thỏa hiệp với chính quyền liên bang, và anh cuối cùng được đoàn tụ lại với vợ con. John hòa mình vào cuộc sống của gia đình anh một cách chậm rãi, chuyển hàng tới trang trại MacFarlane, dạy con trai Jack cách săn bắn và đi bắt ngựa cùng với người anh trai kỳ quặc. Sau quãng thời gian hạnh phúc bên gia đình, anh bị chính quyền bán đứng. Ross dẫn đoàn tùy tùng vây bắt John với lý do Marston phải trả giá cho những hành vi phạm pháp của mình trước đây, bất chấp lời thỏa hiệp ban đầu. Có thể hiểu rằng Marston đã hết còn giá trị lợi dụng, và anh cũng phải đền mạng giống như những đồng phạm cũ của John. Sau một hồi đấu súng quyết liệt, quyết hi sinh để bảo vệ gia đình, Marston đã bị phe cảnh sát bắn rất nhiều phát. Anh chết tại chỗ với bể máu. Marston được gia đình chôn cất trên ngọn đồi hướng ra trang trại.
Trò chơi sau đó chuyển sang năm 1914. Lúc này con trai của John là Jack Marston (Josh Blaylock) đã lớn. Jack đang đứng trên mộ cha, mẹ Abigail Marston và bác của mình với vẻ mặt hết sức đăm chiêu. Và cứ theo bản năng, Jack tới thị trấn gần nhất là Blackwater. Tại đây Jack đã dò la được tin tức của Edgar Ross, kẻ đã phản bội và giết cha mình. Jack đã tìm được hắn trên bờ một dòng sông ở Mexico. Jack đã thể hiện sự dũng cảm của mình khi đã không bỏ chạy và quyết chiến đấu. Mâu thuẫn đã được giải quyết bằng cuộc đấu súng và kẻ thủ ác đã phải đền mạng. Cái kết của những người bạn, những người cộng tác với John cũng được tổng hợp lại trên tờ báo địa phương. Sheriff Leigh Johnson nghỉ hưu ở Armadillo và đi biệt tăm, chức cảnh sát trưởng giao lại cho Jonah. Abraham Reyes, mặc dù hứa sẽ đưa Mexico đến thời kỳ tự do, bị quyền lực làm mờ mắt và trở thành tên độc tài. Bonnie thì kết hôn. Irish bị chính mình bắn chết do vô tình không cài khóa súng. Seth Briars cuối cùng cũng tìm được kho báu và anh ta trở nên giàu có. Lão tướng Landon Ricketts thì qua đời trong khi nằm ngủ.

## Phát triển
Red Dead Redemption là bản kế nhiệm tinh thần của Red Dead Revolver. Tức là tuy là bản tiếp theo của Red Dead Revolver và nằm chung sê-ri Red Dead, nhưng nội dung, cốt truyện và tuyến nhân vật của Red Dead Redemption hoàn toàn không được thừa hưởng từ trò chơi tiền nhiệm của nó. Một đoạn trailer của dự án được gửi tới một số người tham dự ở E3 2005, quảng bá cho sự ra mắt của PlayStation 3. Đoạn trailer là sự phô diễn kỹ thuật của engine Rockstar Advanced Game Engine (RAGE) và có bối cảnh ở miền Tây hoang dã. Nó được nói đơn giản là Dự án Old West (miền Viễn Tây) và là phần tiếp theo của Red Dead Revolver. Năm 2007, đoạn trailer được công bố rộng rãi trên internet.
Khi công việc cho Man Hunt 2 và Bully: Scholarship Edition hoàn thành, quá trình phát triển của Red Dead Redemption mới được thực hiện. Trong nội bộ công ty, game được biết đến là RDR2 và được nhắm đến cho PlayStation 2 và Xbox. Vào ngày 3 tháng 2 năm 2009, Rockstar chính thức công bố trò chơi. Trong một ấn bản tháng 4 năm 2009 của Game Informer, Red Dead Redemption được đưa vào danh sách những game phát hành trên hệ máy PlayStation 3, Xbox 360 và PC. Vào ngày 6 tháng 10 cùng năm, vị đại diện của Rockstar đính chính rằng trò chơi sẽ không được phát hành trên máy tính. Ông nói rằng: "Cho đến hiện tại, chưa có một kế hoạch cụ thể nào để game phát hành trên PC. Nếu có sự thay đổi nào, chúng tôi sẽ thông báo cho các bạn."
Đồng sáng lập Rockstar Dan Houser cho rằng Red Dead Redemption là một "ác mộng" để sáng tạo và việc phát triển game là một cơn đau đầu cho đội ngũ sản xuất. Rockstar nói dự án này có tham vọng hơn nhiều so với Grand Theft Auto IV, và cho rằng nó sẽ vượt qua người anh em của mình để trở thành "trò chơi có thế giới mở tuyệt đỉnh". Giám đốc Rockstar UK nói cho tờ Market for Home Computing and Video Games (MCV) rằng "tựa game này thật sự rất tuyệt vời và có một thế giới mở chưa từng thấy," và Rockstar rất kì vọng vào đứa con này. Giống như một số tựa game trước của hãng, như Rockstar Games presents Table Tennis, Grand Theft Auto IV và Grand Theft Auto: Episodes from Liberty City, Red Dead Redemption sử dụng engine RAGE bởi Rockstar tự sản xuất, sử dụng chung với nó là engine Euphoria.
Vào ngày 25 tháng 11 năm 2009, Rockstar xác nhận rằng trò chơi sẽ ra mắt vào tháng 4 năm sau. Đoạn trailer mới "Tên tôi là John Marston" (My name is John Marston) được công bố một tuần lễ sau, ngày 1 tháng 12. Ban đầu game được ấn định ngày phát hành là 27 tháng 4 năm 2010. Tuy nhiên vào ngày 4 tháng 3 năm 2010, Rockstar tuyên bố trễ hẹn và dời sang tháng 5 với lý do đảm bảo chất lượng và cố gắng hết sức để mang tới một trải nghiệm vượt qua cả sự mong đợi của người hâm mộ.
Tại Mỹ và Canada, Entertainment Software Rating Board xếp Red Dead Redemption thuộc loại M, 18 bởi Pan European Game Information và British Board of Film Classification tại châu Âu, MA15+ bởi Australian Classification Board tại Úc, Z bởi Computer Entertainment Rating Organization ở Nhật Bản, R16 bởi Office of Film and Literature Classification tại New Zealand.

### Tranh cãi
Vào tháng 1 năm 2010, Gamasutra đăng tải một bài blog của một cá nhân mang tên Rockstar Spouse. Nó chỉ trích Rockstar San Diego về việc họ bắt các nhân viên làm việc 12 tiếng một ngày, sáu ngày một tuần với mức lương thấp hơn mức lương trung bình của ngành công nghiệp game. Một vài người bình luận nói rằng họ đã từng làm việc cho San Diego. Họ miêu tả công việc ở đây "là một thảm hoạ ở quy mô cực kì lớn": được phát triển ròng rã suốt bốn năm, và các lập trình viên và nhà sản xuất từ Rockstar Toronto, Vancouver, Leeds, New England, và thậm chí là cả đội sản xuất Midnight Club của San Diego phải được điều qua làm công việc phát triển Red Dead Redemption để hoàn thành nó. Trong một thông cáo của Rockstar trên trang web chính thức, lời chỉ trích nặc danh trên một số diễn đàn hướng mũi dùi về phía Rockstar là bịa đặt.
Vào tháng 4 năm 2010, một e-mail gửi từ Rockstar Games đến một người đánh giá game tại tạp chí của Úc Zoo bị phanh phui trên một số mặt báo. E-mail này có nội dung Rockstar yêu cầu tạp chí này đánh giá hãng đã tạo ra những thành tựu khổng lồ trong quá trình sản xuất Red Dead Redemption.

## Tiếp thị và phát hành
Ở Bắc Mỹ, GameStop và Rockstar đã cộng tác với nhau để ra mắt cuộc thi cho đặt hàng trước (pre-order), trong cuộc thi này khách hàng bỏ phiếu một trong ba bộ áo mà Marston có thể mở khóa trong game. Mỗi bộ có đặc tính khác nhau. Bộ Sawy Merchant tăng gấp đôi số tiền bán vũ khí và đạn dược cho người chơi. Bộ Expert Hunter tăng gấp đôi số tiền nhận được khi bán các lông, da, thịt thú sau khi săn. Còn Deadly Assassin thì làm tăng tốc khả năng Dead Eye của John lên gấp hai lần. Sau đó thì bộ Deadly Assassin là người chiến thắng. Cuộc bỏ phiếu là dành cho tất cả mọi người, nhưng chỉ những ai đặt hàng pre-order mới được nhận bộ áo thắng cuộc. Sau đó, Rockstar thông báo rằng ở bản vá lỗi tiếp theo, người chơi có thể trải nghiệm hai bộ quần áo còn lại miễn phí.
Bên cạnh pre-order của GameStop, Best Buy và HMV có phiên bản độc quyền về War Horse. War Horse là chú ngựa ô cực hiếm với mái bờm trắng toát. Chú ngựa này chạy nhanh nhất và có nhiều thể lực nhất trong tất cả ngựa của game. Amazon thì cung cấp "Golden Guns Weapon Pack", làm tăng thanh điểm Fame khi giết người. Trang đặt hàng online của Rockstar có bán áo thun Red Dead Redemption như là một phần quà đặt hàng trước. Wal-Mart thì bán bộ bàn ghế chơi bài xuất hiện trong game. Một phiên bản giới hạn của Red Dead Redemption có mã redeem cho bộ áo Deadly Assassin và sưu tập những bài hát có trong trò chơi tại một số nước, một số nơi khác thì nhận được phần thưởng War Horse và Golden Gun.
Cả hai phiên bản cho hệ máy Xbox 360 và PlayStation 3 đều có những phần thưởng xứng đáng khi bạn đạt được một cột mốc nào đó, và phần thưởng sẽ là dành cho avatar của máy Xbox 360 và hệ thống PlayStation Home. Rockstar Games Social Club là một website trong đó hiển thị các thống kê của người chơi đã đăng ký, cũng như các cuộc thi và phần thưởng cho người chơi trong game. Trong giải đua xe O'Reilly Auto Parts 300 trên đường đua Texas Motor Speedway nằm trong Nationwide Series thuộc hệ thống NASCAR, tay đua Joey Logano lái trên chiếc xe Toyota Camry số #20 có in hình nghệ thuật Red Dead Redemption vào ngày 17 tháng 4 năm 2010. Logano tiếp tục lái chiếc xe Red Dead Redemption vào tháng 6 năm 2010 ở giải New England 200 trên đường đua New Hampshire Motor Speedway.

### Nội dung tải về được (DLC)
Ngày 22 tháng 6 năm 2010, Rockstar Games phát hành bản DLC đầu tiên với tựa đề Outlaws to the End. Nội dung này bao gồm sáu nhiệm vụ phụ, những thử thách mới ở mục chơi mạng cũng như thêm những achievement/trophy mới. Outlaws to the End có thể tải về miễn phí trên PlayStation Network và XBox Live. Ngày 8 tháng 7 năm 2010, Rockstar thông báo ra mắt bốn bộ nội dung tải về mới:

Bìa đĩa Game of the Year Edition, với một nhân vật được bổ sung trong phần chơi mạng và một xác sống (Undead) xuất hiện ở phía sau.

- Bộ Legends and Killers phát hành vào 10 tháng 8 năm 2010. Bộ nội dung này chủ yếu bổ sung cho phần chơi mạng, với chín bản đồ mới, 8 nhân vật mới từ Red Dead Revolver, vũ khí Tomahawk, phần thưởng/cúp mới.[40]
- Bộ thứ nhì Liars and Cheats ra mắt ngày 21 tháng 11 năm 2010. Nó bao gồm 5 chế độ chơi mạng mới như Stronghold và đua ngựa, cũng như phiên bản chơi mạng cho minigame cho poker và liar's dice. Những thứ được bổ sung trong bộ này là: 15 nhân vật mới; súng trường nổ mà khi giết người chơi khác sẽ làm rớt hết vũ khí mà người ấy sở hữu; achievement/trophy mới; được phép chơi dưới vai trò là người tốt hoặc kẻ ác.[40]
- Bộ thứ ba, The Hunting and Trading, ra mắt ngày 12 tháng 10 bổ sung thú mới là Jackalope (một động vật bí ẩn ở Bắc Mỹ, với thân hình là một con thỏ và có sừng hươu); bộ quần áo Savvy Merchant và Expert Hunter dùng cho phần chơi đơn.[41] Thật ra trước đó Rockstar có dự định tung ra bộ DLC có tên gọi Free Roam Pack có thêm chế độ, thử thách mới cũng như bảng xếp hạng và hệ thống tính điểm cho mục chơi mạng. Nhưng bộ này đã bị huỷ bỏ và sáp nhập vào bộ Liars and Cheats.[40]
- Bộ thứ tư có tên gọi Undead Nightmare phát hành ngày 26 tháng 10 cùng năm.[42] Bộ DLC này bổ sung những tình tiết kinh dị, với thị trấn ma và nghĩa địa đầy rẫy xác sống. Nó mang đến mục chơi đơn hoàn toàn mới, 5 vũ khí mới, 6 thú cưỡi mới, thú mới để đi săn và 8 nhân vật mới ở mục chơi mạng. Phần chơi co-op có tên gọi Undead Overrun cũng được tích hợp. Đây là chế độ chơi sống còn với từng làn sóng zombie tấn công hai người chơi.[40]

Một năm sau, ngày 6 tháng 6 năm 2011, Rockstar ra thông báo về một bộ DLC miễn phí. Với tên gọi Myths and Mavericks, nó bao gồm các nhân vật mới cho phần chơi mạng, các nhân vật này được người chơi thỉnh cầu Rockstar thực hiện để đưa vào phần chơi này; thêm những bản đồ mới cho các chế độ chơi đa người như Deathmatch, Grab the Bag và một số chế độ khác. Vào ngày 13 tháng 11 năm 2011, ấn bản đặc biệt Game of the Year Edition được ra mắt chứa toàn bộ các bộ DLC đã từng phát hành. Ấn bản này được bán ra ngày 11 tháng 10 năm 2011 tại Bắc Mỹ và ngày 14 tháng 11 năm 2011 trên toàn thế giới cho hai hệ máy Xbox 360 và PlayStation 3.

### Phim
Tại Bắc Mỹ, công ty truyền thông Fox trình chiếu bộ phim machinima ngắn với nhan đề Red Dead Redemption: The Man from Blackwater vào ngày 29 tháng 5 năm 2010. Kịch bản được viết bởi Dan Houser, Michael Unsworth, và Christian Cantamessa, và đạo diễn là John Hillcoat. Một vài diễn viên lồng tiếng trong game như Rob Wiethoff và Don Creech vẫn thực hiện vai trò cũ của mình. Phim được công chiếu ở Vương quốc Anh ngày 5 tháng 6 năm 2010. Bộ phim khai thác tình tiết mới ở cốt truyện trong game, trong đó John đi đến Blackwater để truy tìm và truy bắt Bill Williamson, nhưng y đã chạy trốn được ở cuối phim. Thời gian ngắn sau khi ra mắt, bộ phim được đăng tải trọn bộ lên trang chủ của Rockstar và có thể xem miễn phí.

## Âm nhạc
Red Dead Redemption Original Soundtrack là phần nhạc thu được sử dụng trong trò chơi. Thành viên của ban nhạc Friends of Dean Martinez Bill Elm và cựu thành viên Woody Jackson là những người sáng tác chính cho phần âm nhạc trong trò chơi, cộng với sự kết hợp của các tác phẩm khác bởi nhiều nghệ sĩ khác. Soundtrack được thu âm với 130 nhịp trên phút trên hợp âm La thứ. Các nghệ sĩ đã kết hợp các nhạc cụ hiện đại với những nhạc cụ truyền thống thường được sử dụng trong các bộ phim nói về miền Viễn Tây, như đàn môi. Sự kết hợp sáng tạo này nhằm mang đến những âm thanh độc đáo, ví dụ như tiếng kèn trumpet chơi trên nền trống định âm. Rockstar còn hỏi ý kiến những nghệ sĩ chơi đàn truyền thống miền Tây. Nghệ sĩ chơi harmonica Tommy Morgan, thường xuất hiện trong vài bộ phim trong sự nghiệp trên 60 của ông, đã cung cấp cho trò chơi vài đoạn harmonnica do chính ông thực hiện. Soundtrack cũng đã đoạt giải thưởng Orginal Soundtrack xuất sắc nhất và Bài hát trong Game xuất sắc nhất ("Far Away" bởi José González).
Tất cả nhạc phẩm được soạn bởi Bill Elm và Woody Jackson, ngoại trừ những bài có ghi chú.
| STT              | Nhan đề                                                      | Thời lượng |
| ---------------- | ------------------------------------------------------------ | ---------- |
| 1.               | "Born Unto Trouble"                                          | 3:12       |
| 2.               | "The Shootist"                                               | 4:17       |
| 3.               | "Dead End Alley"                                             | 2:06       |
| 4.               | "Horseplay"                                                  | 3:15       |
| 5.               | "Luz y Sombra"                                               | 5:19       |
| 6.               | "El Club De Los Cuerpos"                                     | 6:24       |
| 7.               | "Estancia"                                                   | 2:02       |
| 8.               | "(Theme From) Red Dead Redemption"                           | 5:38       |
| 9.               | "Triggernometry"                                             | 5:24       |
| 10.              | "Gunplay"                                                    | 1:28       |
| 11.              | "Redemption In Dub"                                          | 2:10       |
| 12.              | "Muertos Rojos (aka The Gunslinger's Lament)"                | 5:51       |
| 13.              | "The Outlaw's Return"                                        | 6:54       |
| 14.              | "Exodus In America"                                          | 4:59       |
| 15.              | "Already Dead"                                               | 1:31       |
| 16.              | "Far Away" (José González)                                   | 4:40       |
| 17.              | "Compass (Red Dead On Arrival Version)" (Jamie Lidell)       | 2:59       |
| 18.              | "Deadman's Gun" (Ashtar Command)                             | 4:15       |
| 19.              | "Bury Me Not On The Lone Prairie" (William Elliott Whitmore) | 2:24       |
| Tổng thời lượng: | Tổng thời lượng:                                             | 75:18      |

## Đón nhận
Red Dead Redemption nhận được những phản hồi tích cực, với những lời khen dành cho lối chơi thế giới mở phi tuyến tính, cốt truyện và âm nhạc. Số điểm tổng hợp lại là khá cao, 95/100 trên cả hai hệ máy theo đánh giá tổng hợp của Metacritic. Game là trò chơi có số điểm cao thứ bảy trong tất cả các trò chơi trên XBox 360 theo đánh giá của Game Rankings với số điểm tổng hợp là 94,18% dựa trên 64 bài đánh giá, và đứng thứ năm trong tất cả các trò chơi trên PlayStation 3, 94,67% dựa trên 48 bài đánh giá theo bài tổng hợp của Game Rankings. Về mặt thương mại, trò chơi cũng gặt hái được khá nhiều thành công. Theo một báo cáo vào tháng 8 năm 2011, trò chơi đã bán được 11 triệu đĩa, 2 triệu trong số đó là từ bản DLC Red Dead Redemption: Undead Nightmare. Một tháng sau đó, tháng 11 năm 2011, theo một bản báo cáo khác thì trò chơi đã tiêu thụ được 12,5 triệu đĩa. Và tính tới tháng 2 năm 2012, thương hiệu Red Dead (bao gồm Red Dead Revolver, Red Dead Redemption, Undead Nightmare) đã tiêu thụ được 13 triệu đĩa trên toàn cầu.
Rất nhiều lời phê bình dành lời khen dành cho cảnh quan, môi trường và đồ hoạ đẹp của Red Dead Redemption. Erik Brudvig của IGN tán dương sự chi tiết của môi trường trong game, như người chơi thậm chí có thể làm lũ chim đang nấp trong bụi cỏ hoảng sợ bay tứ tung. Ông cũng phê rằng những sự kiện sôi nổi, thời tiết và âm thanh hoang dã đã đem đến cho người chơi những trải nghiệm thú vị. Brudvig kết luận "bạn có thể trông chờ vào một game tuyệt vời có những trải nghiệm về miền Tây nước Mỹ cực kì lý thú mà tất cả chúng ta đều đang trông chờ." IGN xếp hạng trò chơi vào danh sách các video game xuất sắc nhất trong thời đại hiện nay của họ. Game Informer cho rằng cảnh quan của trò chơi là "ngoạn mục", và những đoạn cắt cảnh điện ảnh đã có "một bước tiến bộ khá lớn" so với Grand Theft Auto IV, và đánh giá game là trò chơi có đồ hoạ ưa nhìn nhất trong số những trò chơi mà Rockstar đã phát triển.
Về mảng âm nhạc, âm thanh và lồng tiếng trong game cũng nhận được khá nhiều lời khen ngợi. Trò chơi đã thắng giải thưởng Best Original Music và Best Voice Acting từ GameSpot. Khi nói về khâu thiết kế âm thanh cho Red Dead Redemption, Game Informer nói "từ những pha đạn bách phát bách trúng cho đến những tiếng sấm rầm rừ làm nản lòng các cao bồi trên những ngọn đồi thảo nguyên, sự chú ý đặc biệt dành cho mảng âm thanh đã đem cả thế giới vào trong Red Dead Redemption".
Các nhà phê bình và các bạn đọc đánh giá rằng trò chơi đã thành công trong việc sử dụng engine đồ hoạ, đã mang lại cách điều khiển và hệ thống vật lý tương tự như những trò chơi thuộc sê-ri Grand Theft Auto. Game Informer nói rằng Rockstar đã hoán đổi khuôn mẫu gameplay của Grand Theft Auto đến một bối cảnh miền Tây hoang dã. Bình luận viên của Good Game nói rằng "[Rockstar] thật sự nhắm đến những gì người chơi thích và không thích ở những thiết kế của họ ở Grand Theft Auto và đem chúng vào đây". Simon Parkin của Eurogamer cảm nhận rằng Red Dead Redemption" đã thành công trong việc tái hiện lại cốt truyện của Grand Theft Auto bằng một kịch bản hấp dẫn, rất khác biệt".
Về phần chơi multiplayer, trò chơi nhận được nhiều ý kiến trái chiều. Will Herring làm việc cho toà soạn GamePro khen ngợi sự đa dạng trong các chế độ chơi ở phần chơi mạng, nhưng có ý kiến rằng nhà sản xuất phải đề cao sự trách nhiệm của người chơi để tăng tính lôi cuốn. Biên tập viên của GameSpot, Justin Calvert đưa điểm số khá cao cho phần chơi này, tuy nhiên ông cảm nhận rằng có sự thiếu hụt trong việc cá nhân hoá các tuỳ chọn của người chơi. Trong một cái nhìn khắt khe hơn về phần multiplayer của Scott Shakley thuộc 1UP.com, bởi vì môi trường của trò chơi quá là rộng lớn nên rất dễ bị phá hoại bởi các phần tử xấu. Ông cũng chỉ trích về hệ thống lên cấp và mở khoá, ông cho rằng "vài phút đầu chơi multiplayer với nhân vật là một tên thợ mỏ sún răng cưỡi một con lừa thô kệch là một sự bẽ mặt". Jake Gaskill của G4TV một phần đồng ý với quan điểm này. Jake phê bình rằng người chơi thường được hồi sinh ngay vị trí mà họ đã chết trước đó, khiến kẻ xấu đã giết bạn trước đó có thể liên tục giết người và nhận điểm cao hơn.

### Các giải thưởng
Từ khi được phát hành, trò chơi nhận được rất nhiều các giải thưởng lớn. Nó thắng vài giải Game of the Year (Trò chơi của Năm) từ những kênh truyền trông như GameSpy, GameSpot, Good Game, Computer and Video Games, Machinima.com, và các kênh khác. Âm nhạc trong game cũng nhận được nhiều giải thưởng cho điểm số gốc của nó, như GameSpot Machinima.com, và Spike TV. José González cũng được nhận giải thưởng cho ca khúc "Far Away". Đồ hoạ trò chơi được vinh danh tại Korean Games Conferences, và chương trình truyền hình Good Game. Red Dead Redemption: Undead Nightmare đã thắng giải thưởng Nội dung tải về được xuất sắc nhất từ Spike TV, G4 TV và Game Revolution. Tại 2010 Spike Video Game Awards, Red Dead Redemption đã nhận giải Trò chơi của Năm, Bài hát hay nhất ("Far Away" bởi José González), Orginal Soundtrack xuất sắc nhất và Bản DLC (Undead Nightmare) xuất sắc nhất.
| Năm  | Giải thưởng                               | Hạng mục                                                             | Tình trạng | Nguồn   |
| ---- | ----------------------------------------- | -------------------------------------------------------------------- | ---------- | ------- |
| 2010 | GameSpot Best of 2010                     | Cốt truyện xuất sắc nhất                                             | Đoạt giải  | [ 89 ]  |
| 2010 | GameSpot Best of 2010                     | Nhân vật mới xuất sắc nhất (John Marston)                            | Đoạt giải  | [ 90 ]  |
| 2010 | GameSpot Best of 2010                     | Môi trường xuất sắc nhất                                             | Đoạt giải  | [ 91 ]  |
| 2010 | GameSpot Best of 2010                     | Âm nhạc xuất sắc nhất                                                | Đoạt giải  | [ 92 ]  |
| 2010 | GameSpot Best of 2010                     | Kỹ thuật lồng tiếng xuất sắc nhất                                    | Đoạt giải  | [ 93 ]  |
| 2010 | GameSpot Best of 2010                     | Bản kế nhiệm xuất sắc nhất (So với Red Dead Revolver)                | Đoạt giải  | [ 94 ]  |
| 2010 | GameSpot Best of 2010                     | Cách diễn đạt xuất sắc nhất                                          | Đoạt giải  | [ 95 ]  |
| 2010 | GameSpot Best of 2010                     | Kết cục xuất sắc nhất                                                | Đoạt giải  | [ 96 ]  |
| 2010 | GameSpot Best of 2010                     | Trò chơi hành động/phiêu lưu xuất sắc nhất                           | Đoạt giải  | [ 97 ]  |
| 2010 | GameSpot Best of 2010                     | Trò chơi PS3 xuất sắc nhất                                           | Đoạt giải  | [ 98 ]  |
| 2010 | GameSpot Best of 2010                     | Trò chơi Xbox 360 xuất sắc nhất                                      | Đoạt giải  | [ 99 ]  |
| 2010 | GameSpot Best of 2010                     | Trò chơi của Năm                                                     | Đoạt giải  | [ 100 ] |
| 2010 | GameSpot Best of 2010                     | DLC xuất sắc nhất (Undead Nightmare)                                 | Đề cử      | [ 101 ] |
| 2010 | GameSpot Best of 2010                     | Đồ hoạ đẹp nhất                                                      | Đề cử      | [ 102 ] |
| 2010 | GameSpot Best of 2010                     | Thiết kế âm thanh hay nhất                                           | Đề cử      | [ 103 ] |
| 2010 | GameSpot Best of 2010                     | Tính năng mới xuất sắc nhất                                          | Đề cử      | [ 104 ] |
| 2010 | IGN Best of 2010                          | Trò chơi vui nhộn nhất (Xbox 360) (Undead Nightmare)                 | Đoạt giải  | [ 105 ] |
| 2010 | IGN Best of 2010                          | Cốt truyện xuất sắc nhất (PlayStation 3)                             | Đoạt giải  | [ 106 ] |
| 2010 | IGN Best of 2010                          | Nhân vật xuất sắc nhất (PlayStation 3) (John Marston)                | Đoạt giải  | [ 107 ] |
| 2010 | IGN Best of 2010                          | Cốt truyện xuất sắc nhất (Xbox 360)                                  | Đề cử      | [ 108 ] |
| 2010 | IGN Best of 2010                          | Môi trường xuất sắc nhất (Xbox 360)                                  | Đề cử      | [ 109 ] |
| 2010 | IGN Best of 2010                          | Nhân vật xuất sắc nhất (Xbox 360) (John Marston)                     | Đề cử      | [ 110 ] |
| 2010 | IGN Best of 2010                          | Đồ hoạ đẹp nhất (Xbox 360)                                           | Đề cử      | [ 111 ] |
| 2010 | IGN Best of 2010                          | Trò chơi kinh dị xuất sắc nhất (Xbox 360) (Undead Nightmare)         | Đề cử      | [ 112 ] |
| 2010 | IGN Best of 2010                          | Trò chơi của năm trên XBox 360                                       | Đề cử      | [ 113 ] |
| 2010 | IGN Best of 2010                          | Trò chơi vui nhộn nhất (PlayStation 3) (Undead Nightmare)            | Đề cử      | [ 114 ] |
| 2010 | IGN Best of 2010                          | Môi trường xuất sắc nhất (PlayStation 3)                             | Đề cử      | [ 115 ] |
| 2010 | IGN Best of 2010                          | Trò chơi gây nghiện nhất (PlayStation 3)                             | Đề cử      | [ 116 ] |
| 2010 | IGN Best of 2010                          | Đồ hoạ đẹp nhất (PlayStation 3)                                      | Đề cử      | [ 117 ] |
| 2010 | IGN Best of 2010                          | Trò chơi tiết kiệm chi phí nhất (PlayStation 3)                      | Đề cử      | [ 118 ] |
| 2010 | IGN Best of 2010                          | Trò chơi kinh dị xuất sắc nhất (PlayStation 3) (Undead Nightmare)    | Đề cử      | [ 119 ] |
| 2010 | IGN Best of 2010                          | Trò chơi của Năm trên PS3                                            | Đề cử      | [ 120 ] |
| 2010 | GameSpy Game of the Year 2010             | Trò chơi hành động/phiêu lưu của năm                                 | Đoạt giải  | [ 121 ] |
| 2010 | GameSpy Game of the Year 2010             | Trò chơi của Năm                                                     | Đoạt giải  | [ 122 ] |
| 2010 | 2010 Spike Video Game Awards              | Trò chơi của Năm                                                     | Đoạt giải  | [ 51 ]  |
| 2010 | 2010 Spike Video Game Awards              | Nhạc game hay nhất ("Far Away" bởi José González)                    | Đoạt giải  | [ 51 ]  |
| 2010 | 2010 Spike Video Game Awards              | Original Soundtrack xuất sắc nhất                                    | Đoạt giải  | [ 51 ]  |
| 2010 | 2010 Spike Video Game Awards              | DLC xuất sắc nhất (Undead Nightmare)                                 | Đoạt giải  | [ 51 ]  |
| 2010 | 2010 Spike Video Game Awards              | Trò chơi gốc xuất sắc nhất                                           | Đoạt giải  | [ 51 ]  |
| 2010 | 2010 Spike Video Game Awards              | Trò chơi Zombie xuất sắc nhất (Undead Nightmare)                     | Đoạt giải  | [ 51 ]  |
| 2010 | 2010 Spike Video Game Awards              | Studio của năm (Rockstar San Diego)                                  | Đề cử      | [ 123 ] |
| 2010 | 2010 Spike Video Game Awards              | Nhân vật của năm (John Marston)                                      | Đề cử      | [ 123 ] |
| 2010 | 2010 Spike Video Game Awards              | Trò chơi PS3 xuất sắc nhất                                           | Đề cử      | [ 123 ] |
| 2010 | 2010 Spike Video Game Awards              | Trò chơi hành động/phiêu lưu xuất sắc nhất                           | Đề cử      | [ 123 ] |
| 2010 | 2010 Spike Video Game Awards              | Đồ hoạ đẹp nhất                                                      | Đề cử      | [ 123 ] |
| 2010 | 2010 Spike Video Game Awards              | Nhân vật nam trình diễn xuất sắc nhất (Rob Wiethoff as John Marston) | Đề cử      | [ 123 ] |
| 2011 | 14th Annual D.I.C.E. Awards               | Trò chơi hành động của năm                                           | Đoạt giải  | [ 124 ] |
| 2011 | 14th Annual D.I.C.E. Awards               | Thành tựu xuất sắc trong chỉ đạo nghệ thuật                          | Đoạt giải  | [ 124 ] |
| 2011 | 14th Annual D.I.C.E. Awards               | Thành tựu xuất sắc trong thiết kế gameplay                           | Đoạt giải  | [ 124 ] |
| 2011 | 14th Annual D.I.C.E. Awards               | Trình diễn nhân vật xuất sắc(Rob Wiethoff as John Marston)           | Đoạt giải  | [ 124 ] |
| 2011 | 14th Annual D.I.C.E. Awards               | Thành tựu xuất sắc trong chỉ đạo sản xuất trò chơi                   | Đoạt giải  | [ 124 ] |
| 2011 | 14th Annual D.I.C.E. Awards               | Trò chơi của Năm                                                     | Đề cử      | [ 124 ] |
| 2011 | 14th Annual D.I.C.E. Awards               | Cải tiến xuất sắc trong ngành làm game                               | Đề cử      | [ 124 ] |
| 2011 | 14th Annual D.I.C.E. Awards               | Thành tựu xuất sắc trong thiết kế âm thanh                           | Đề cử      | [ 124 ] |
| 2011 | 2011 British Academy Video Games Awards   | Trò chơi của Năm                                                     | Đề cử      | [ 125 ] |
| 2011 | 11th Annual Game Developers Choice Awards | Trò chơi của Năm                                                     | Đoạt giải  | [ 126 ] |
| 2011 | 11th Annual Game Developers Choice Awards | Thiết kế trò chơi xuất sắc nhất                                      | Đoạt giải  | [ 126 ] |
| 2011 | 11th Annual Game Developers Choice Awards | Công nghệ xuất sắc nhất                                              | Đoạt giải  | [ 126 ] |
| 2011 | 11th Annual Game Developers Choice Awards | Âm thanh xuất sắc nhất                                               | Đoạt giải  | [ 126 ] |
| 2011 | 11th Annual Game Developers Choice Awards | Cốt truyện xuất sắc nhất                                             | Đề cử      | [ 126 ] |
| 2012 | 2012 Spike Video Game Awards              | Trò chơi xuất sắc nhất trong thập kỉ                                 | Đề cử      | [ 127 ] |